# Vindry-sur-Turdine
Vindry-sur-Turdine ist eine französische Gemeinde mit 5.283 Einwohnern (Stand: 1. Januar 2022) im Département Rhône in der Region Auvergne-Rhône-Alpes. Sie gehört zum Arrondissement Villefranche-sur-Saône und zum Kanton Tarare.
Sie entstand als Commune nouvelle mit Wirkung vom 1. Januar 2019 durch die Zusammenlegung der bisherigen Gemeinden Pontcharra-sur-Turdine, Dareizé, Les Olmes und Saint-Loup, die alle in der neuen Gemeinde den Status einer Commune déléguée haben. Der Verwaltungssitz befindet sich im Ort Pontcharra-sur-Turdine.

## Gliederung
| Ortsteil                                 | ehemaliger INSEE-Code | Fläche (km²) | Einwohnerzahl zum 1. Januar 2022 |
| ---------------------------------------- | --------------------- | ------------ | -------------------------------- |
| Pontcharra-sur-Turdine (Verwaltungssitz) | 69157                 | 4,73         | 2.739                            |
| Dareizé                                  | 69073                 | 6,71         | .0553                            |
| Les Olmes                                | 69147                 | 2,78         | .0862                            |
| Saint-Loup                               | 69223                 | 9,65         | 1.129                            |

## Geographie
Die Gemeinde liegt rund 30 Kilometer nordwestlich von Lyon. An der südlichen Gemeindegrenze verlaufen die Autobahn A 89, sowie der Fluss Turdine, an der Nordgrenze der Fluss Soanan. Nachbargemeinden sind: Saint-Vérand im Nordosten, Sarcey im Osten, Saint-Romain-de-Popey im Südosten, Saint-Forgeux im Südwesten, Tarare im Westen und Saint-Clément-sur-Valsonne im Nordwesten.